# Iglesia de San Saturnino (Suterraña)

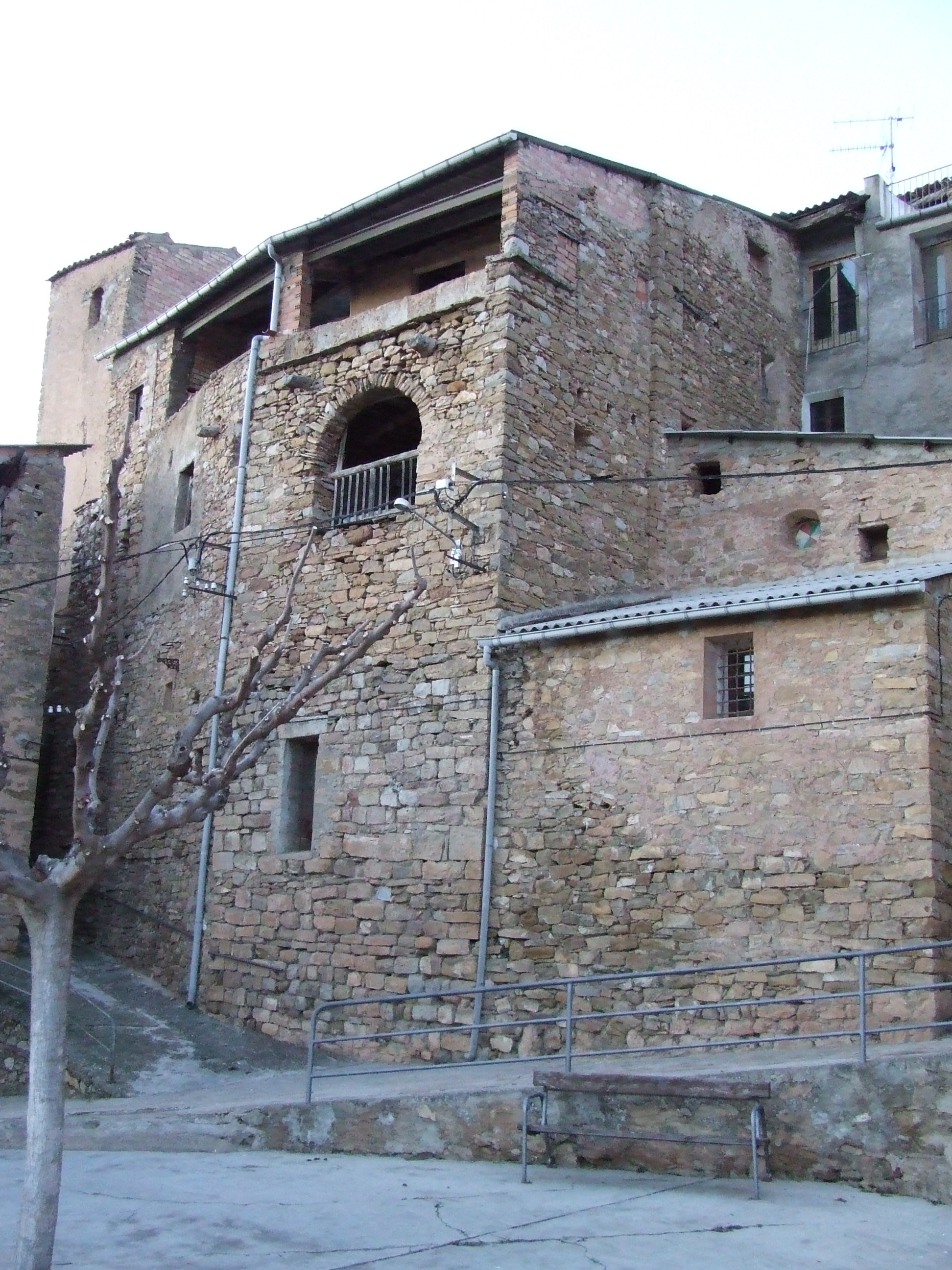
Parte exterior de la iglesia de San Saturnino

La iglesia de San Saturnino de Suterraña (en catalán Sant Serni de Suterranya) es un edificio gótico, pero que sucedió a una anterior, románica. Es la iglesia parroquial del pueblo de Suterraña, en el término actual de Tremp, en el Pallars Jussá en la provincia de Lérida.
Está situado en el centro del pueblo, en un lugar empinado, un poco laberíntico. Ante la fachada de poniente se abre un poco de plaza, muy pequeña, si la comparamos con la altura de poniente de la iglesia.
En la parte meridional de la iglesia se conservan unos fragmentos de pared que recuerdan, por su factura, las obras románicas.